# Parafia Narodzenia Najświętszej Maryi Panny w Motwicy
Parafia Narodzenia Najświętszej Maryi Panny w Motwicy – parafia rzymskokatolicka w Motwicy.

## Historia
Parafia erygowana w 1919. Kościół został zbudowany w latach 1796-1798 jako unicka cerkiew, zaś w latach 1875-1918 był cerkwią prawosławną.

## Zasięg parafii
Do parafii należą wierni z miejscowości: Czeputka, Dańce, Dębów, Holeszów, Motwica, Pogorzelec, Romanów, Sosnówka oraz Wygnanka. 